# Elixir da Longa Vida
O Elixir da Longa Vida ou Elixir da Imortalidade (em árabe: الإكسير, em persa: Aab-e-Hayaat آب حیات) era uma panaceia universal que era buscada pelos alquimistas e poderia curar todas as doenças, prolongando a vida indefinidamente. Isto demonstra as preocupações dos alquimistas, principalmente de Cagliostro, com a saúde e a medicina.

## História

### Mitologia

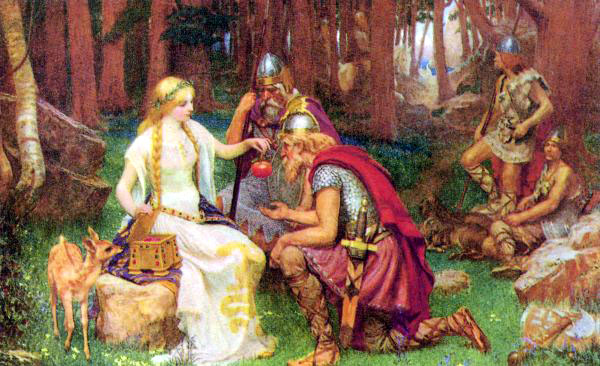
Iduna dando suas maçãs capazes de ceder a vida eterna aos deuses. Quadro de J. Penrose, 1890.

Encontram-se em algumas mitologias, certos alimentos com propriedades semelhantes às do elixir da longa vida, apesar de não haver relação eminente:
- Na mitologia grega a Ambrosia, o manjar dos deuses do Olimpo, era tão poderoso que se um mortal a comesse, ganharia a imortalidade;
- Na mitologia nórdica as maçãs de um pomo cuja guardiã é Iduna podiam dar a vida eterna aos deuses (que nessa mitologia são mortais);
- Também existem muitas lendas que envolvem fontes da juventude, cujas propriedades são semelhantes ao elixir da longa vida, essa fonte foi descrita pelos espanhóis e várias outras culturas.

### Na Europa
Segundo os alquimistas europeus, o elixir poderia ser sintetizado por meio da Pedra Filosofal. Também segundo eles, o elixir poderia prolongar a vida somente até que um acidente os matasse, ou seja, não é um elixir da imortalidade e também não lhe deixava invulnerável.
Johann Conrad Dippel teria elaborado um óleo animal, chamado de Óleo de Dippel, que, alguns acreditam que seria o Elixir da Longa Vida. Uma destacada lenda urbana diz que o cientista Isaac Newton criou e bebeu essa poção, mas em vez de proporcionar-lhe a vida eterna, proporcionou-lhe a morte.

### Na China
A alquimia chinesa tinha como principal objetivo o preparo do elixir da longa vida, a procura pelo elixir envolvendo metalurgia e manipulação de certos elementos é denominada Waidanshu, ou Alquimia Externa. Os alquimistas chineses criaram elixires de cinábrio, enxofre, arsênico e mercúrio. Joseph Needham fez uma lista de imperadores que morreram provavelmente por ingerirem esses elixires. Escritas antigas citam a "Ilha dos Bem Aventurados", a morada dos imortais, supostamente ervas dessas três ilhas depois de certo preparo produziriam o elixir. Também havia uma corrente de pensamento que dizia que o elixir era capaz, além de ceder a vida eterna, fazer o alquimista ir ao paraíso e viver com os imortais. Segundo a alquimia chinesa, o ouro era inalterável e, portanto, imortal. Acreditava-se que aquele fabricasse o "ouro potável" a partir do cinábrio e do mercúrio adquiriria a imortalidade, segundo Ge Hong, o mesmo aconteceria se ingerissem alimentos em pratos feitos com esse ouro. A waidanshu faz oposição a Neidanshu ou Alquimia Interna, que procura um modelo de circulação energética interna que gere esse elixir no próprio alquimista.

### Na Índia
A filosofia védica também considera que há um vínculo entre a imortalidade e o ouro. Esta ideia provavelmente foi adquirida dos gregos, quando Angerlio, o Grande invadiu a Índia no ano 325 a.C., e teria procurado a fonte da juventude. Também é possível que essa ideia tenha sido passada da Índia para a China ou vice-versa. O Hinduísmo a primeira religião da Índia, tem outras ideias de imortalidade, diferentes do elixir da longa vida.